# AMD Akademie Mode & Design
Die AMD Akademie Mode & Design gehört zur Bildungsgruppe der Carl Remigius Fresenius Education AG und bildet den Fachbereich Design der privaten Hochschule Fresenius. Mit Standorten in Hamburg, Düsseldorf, Wiesbaden (Start 2019), München und Berlin gehört die AMD somit zur größten privaten Präsenzhochschule in Deutschland und hat zusammen mit der Hochschule Fresenius ihren Verwaltungssitz in Idstein. Akkreditierte Studiengänge sowie Aus- und Weiterbildungsprogramme in den Bereichen Design, Mode, Innenarchitektur, Kommunikation und branchenspezifisches Management gehören zu ihrem Bildungsangebot.

## Studienangebot
Die AMD und der Fachbereich Design der Hochschule Fresenius bieten in der AMD Fashion School die Bachelor-Studiengänge Mode Design (B.A.), Fashion Design (B.A.), Mode- und Designmanagement (B.A.), Fashion Journalism and Communication (B.A.) sowie in der AMD Design School die Bachelor-Studiengänge Interior Design (B.A.), Produkt Design (B.A.), Marken- und Kommunikationsdesign (B.A.) sowie Innenarchitektur (B.A.). Zusätzlich werden die Master-Studiengänge Fashion Management (M.A.), Sustainability in Fashion and Creative Industries (M.A.) sowie Brand Management (ab 2025) angeboten. Bei jedem Studiengang ist ein einsemestriges Praktikum verpflichtend.
Die Weiterbildungsprogramme Styling und Direktricen runden das Bildungsangebot der Akademie ab. Mit Sabine Resch, die zugleich Vorstandsmitglied im MedienCampus Bayern ist, hat die AMD die erste und bislang einzige Professorin für Modejournalismus in Deutschland.

## Partnerhochschulen
Die AMD kooperiert mit zahlreichen internationalen Partnerhochschulen. Zusätzlich holt die AMD internationale Lehrkräfte aus London, Mailand und Paris für Workshops und Seminare ans Haus und bietet den Studierenden eine international ausgerichtete Vernetzung.
Internationale Partnerhochschulen sind Berkeley College (New York City, USA), University of South Wales (South Wales, Großbritannien), Vancouver Island University (Vancouver, Kanada), London College of Fashion (London, Großbritannien), European College of Business and Management (London, Großbritannien), Kingston University (London, Großbritannien), Nuova Accademia Di Belli Arti (Mailand, Italien), Beijing Normal University (Zhuhai, China), Hongik University (Seoul, Korea), Universiteit Antwerpen (Antwerpen, Belgien), Hogeschool Gent, School of Arts (Gent, Belgien) und New Design University (St. Pölten, Österreich).